# XEJ-TDT
XEJ-TDT es una estación de televisión propiedad de Televisión de la Frontera, S.A. de C.V. y anterior afiliada de Televisa. Fue fundada por Don Pedro Meneses Hoyos el 17 de mayo de 1954, La dirección general del canal está a cargo de su nieto: Rafael Fitzmaurice Meneses. XEJ-TV es la primera estación de TV local en español en la frontera, la tercera en provincia y la primera en el estado de Chihuahua, así como una de las primeras 15 estaciones en América Latina. En 1966, XEJ-TV fue afiliada a Televisión Independiente de México con el propósito de transmitir la cadena de la televisora para la Ciudad Juárez. En 1968, se transmitía por vía microondas en el recién inaugurado XHTM-TV Canal 8, desde 1983 hasta 1985, XEJ-TV se convierte en repetidora de XHAK-TV Canal 12 (Televisa Hermosillo, hoy Televisa Sonora).
Desde 1985 hasta 1991 junto con un poco de programación local barra completa hasta cambiar Canal 9 de Televisa en 18 de noviembre de 1991.
Televisión de la Frontera, S.A. de C.V. el propietario del canal, es una compañía localizada en Ciudad Juárez, Chihuahua. Además de la estación XEJ-TDT, y el subcanal de TV digital TVA Televisión Alternativa, tiene también medios impresos como Juárez Hoy y Tele5. Durante la década de 1960 y hasta 1972, también era propietaria de XEPM-TV, la cual es ahora estación independiente.

## Historia

### 1954-1991: La primera estación de televisión en el norte del país (Ciudad Juárez)
XEJ-TV fue fundada el 17 de mayo de 1954 por Don Pedro Meneses Hoyos, inicialmente afiliada de Telesistema Mexicano. La estación de televisión dio a conocer al talento local en sus programas, sobresaliendo: Germán Valdés "Tin Tan", 'El Charro' Avitia, Lorenzo de Monteclaro, Adán Luna, también conocido como Juan Gabriel, entre otros.
Los primeros programas de la televisión eran en vivo, porque no existían medios de grabación de imagen; por ello, los programas eran de variedades, musicales e informativos, entre estos destacan: "El Barco de la Ilusión", "Noches Rancheras", "Noticinco", "Doctora Corazón", "La Hora del Aficionado", "Papa Quinito", "Niko Liko", entre otros. 
En la década de los 50, sale al aire el formato informativo Noticinco, mismo que ha sido adoptado por varios medios de comunicación locales. 
El 8 de mayo de 1966, XEJ-TV se afilió a Televisión Independiente de México y en 1968, transmitió la señal de XHTM-TV Canal 8. Tras la fusión de Televisión Independiente de México con Telesistema Mexicano, se realizaron negociaciones para afiliarse con el naciente grupo Televisa. Hasta la década de 1970, aún no contaba con programación local, inclusive teniendo un noticiero para ese entonces.
El 1 de junio de 1983, cuando el canal 8 se convierte en canal cultural de Televisa, XEJ-TV se convierte en repetidora de XHAK-TV Canal 12 (Televisa Hermosillo, hoy Televisa Sonora), y transmitió la programación del canal.
En marzo de 1985, XEJ-TV comienza a transmitir programación local barra completa con programa noticias Notivisa que conducía Rafael Fitzmaurice, hasta 18 de noviembre de 1991, Cuando se cambia programación barra matutina de Canal 9 de Televisa.

### 1991-2019
El 18 de noviembre de 1991, XEJ-TV se convirtió en el único afiliado de Canal 9 de Televisa cuando la programación local completa se trasladó a su nueva casa Televisa Ciudad Juárez. Con una barra matutina de contenidos locales en servicios informativos, el formato que utiliza su noticiero Noticinco, no ha cambiado desde su inicio y a pesar de la poca producción que tiene, es uno de los más vistos en la frontera[cita requerida].
La televisora, aunque afiliada a Televisa, aún es administrada por la familia Meneses Hoyos, propietaria del canal, y dirigida por el nieto de Don Pedro, el Lic. Rafael Fitzmaurice Meneses.
En octubre de 2019 XEJ-TDT termina su afiliación con Televisa se deja de retrasmitir el NU9VE.

## Cambios en su Frecuencia
La estación conservó su frecuencia de canal 5 desde su fundación, el 17 de mayo de 1954. Desde la noche del 1 de junio de 2012, XEJ encendió el transmisor TDT, iniciando transmisiones en periodo de prueba, con la programación normal en SD Canal 5.1, El 8 de junio de 2012 en el canal comenzó transmisiones digitales oficiales en el canal 50, conservando el canal virtual 5 como su contraparte analógica. El canal apagó su señal analógica conforme a la ley el 14 de julio de 2015 a las 12:00 A.M. En octubre de 2016, comenzó a transmitir Gala TV en HD, simultáneamente con su cambio del canal virtual de 5 a 50 debido a que el canal virtual 5 se reservó a nivel nacional para la red de Canal 5.

### Canales digitales
La señal digital de la estación está multiplexada. XEJ-TDT transmite en el canal digital 50.
| Canal | Distintivo | Canal digital | Resolución | Aspecto | Programación       |
| 35    | XEJ TDT    | 50.1          | 1080i      | 16:9    | XEJ Canal 50       |
| 35    | XEJ TDT    | 50.2          | 1080i      | 16:9    | Once niñas y niños |